# Tuff Gong
Tuff Gong est une marque associée à un certain nombre d'entreprises créées par Bob Marley et la famille Marley. Tuff Gong vient du surnom de Marley, qui était lui-même un écho de celui donné au fondateur du mouvement rastafari, Leonard « The Gong » Howell.

## Label discographique
Tuff Gong est un label discographique fondé en 1970 par le groupe de reggae The Wailers, d'après le surnom de Bob Marley, Tuff Gong. Le gong étant à l'origine Leonard Percival Howell, fondateur du mouvement rastafari, le surnom de Bob Marley veut littéralement dire le « Gong dur, plus rugueux ».
Le premier single publié sur ce label est Run for Cover, chanté par les Wailers. À partir de 1973, le label est domicilié au 56 Hope Road, à Kingston, en Jamaïque — il s'agissait alors de la résidence de Bob Marley. Le label Tuff Gong était officiellement distribué aux Caraïbes par Universal Music, Warner Music Group, et Disney Music Group.

## Studio d'enregistrement
Le Tuff Gong Studio est le mythique studio jamaïcain de Kingston, la capitale, créé par Bob Marley afin de s'affranchir des pressions des producteurs jamaïcains de l'époque et ainsi s'exprimer pleinement dans ses albums. Le premier album de Bob Marley and the Wailers enregistré au Tuff Gong Studio est Survival.
En 1981, Rita Marley achète le studio Federal, situé au 220 Marcus Garvey Drive, qui devient le nouveau studio Tuff Gong. Au fil du temps, enregistrer un album à Tuff Gong est devenu un gage de qualité sans pareil pour un artiste de reggae.
Le Tuff Gong Band est composé de Leroy Horsemouth Wallace, Sticky Thompson, Sly Dunbar, Earl Chinna Smith, Errol Holt et Strickland Stone[Quand ?].
Le studio Tuff Gong est toujours géré par la famille Marley[réf. nécessaire].
Damian Marley et Stephen Marley y enregistrent leurs albums, ainsi que Pierpoljak qui y enregistre depuis dix ans. On notera encore Doniki, Israel Vibration, Sizzla, Alpha Blondy, Yaniss Odua, Horace Andy, Danakil, Rootz Underground, Tiken Jah Fakoly, Youssou N'Dour, Sinéad O'Connor, Maxi Priest, Steel Pulse, Sly and Robbie, Dean Fraser, Javaughn, Sir Richard Branson, etc.
L'équipement du studio comprenaient : Sony MXP 3000 (36 channel) Mixing Console, Sony APR 24-track Recorder, Otari MTR90 24-track Recorder, Tascam DA-98 & 78 (total of 32 tracks), Tascam DA-45-HR DAT Machine, HHB CD Burner, Akai SX3000XL Sampler, Eventide 3000 SE, Rev 7, PCM70, PCM81, Sony DPS V55, Urei 1176 LN Compressor/Limiters, Aphex Expressers, Drawmer Noise Gates, DBX 166A Compressor/Gate, Yamaha 12-piece Drum Set, Fender Guitar Amps, Yamaha Grand Piano, B3 Hammond Organ, Orban Equalizers -- Parametric, Tube Equalizers, et Protools HD2 Series.